# Ponte di Hartland

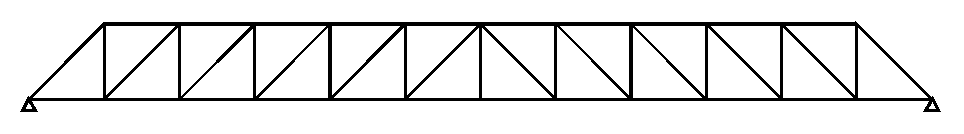
Travatura di tipo Howe

Il ponte di Hartland (in lingua inglese Hartland Bridge) è un ponte coperto che attraversa il fiume Saint John tra Hartland e Somerville, nel Nuovo Brunswick (Canada). 
Con i suoi 391 metri di lunghezza è il ponte coperto più lungo del mondo. Costruito nel 1901, ma non ancora coperto, si deteriorò rapidamente sotto l'effetto delle intemperie e fu parzialmente distrutto dalle lastre di ghiaccio del fiume nel 1920. Approfittando della sua chiusura per le riparazioni, fu coperto in rovere nel 1922. Divenne così un sito storico nazionale del Canada nel 1977. Presente nella cultura del Nuovo Brunswick, è oggetto di visita da parte dei turisti.

## Caratteristiche

### Ubicazione
Il ponte è situato nel sud-est del Canada, nell'ovest del Nuovo Brunswick, tra la municipalità di Hartland a est e il distretto dei servizi locali di Somerville, nella contea di Carleton. Orientato sud-sud-ovest-nord-nord-est, è attraversato da una piccola strada che collega le strade 103 e 105 e che attraversa il fiume Saint John proprio a sud dell'isola Middle Becaguimec.
Dalla costruzione del ponte Hugh-John-Flemming, avvenuta nel 1960, attraversato dalla strada 130 a un chilometro a nord, il ponte di Hartland non serve ormai più che al traffico locale e turistico.

### Dimensioni

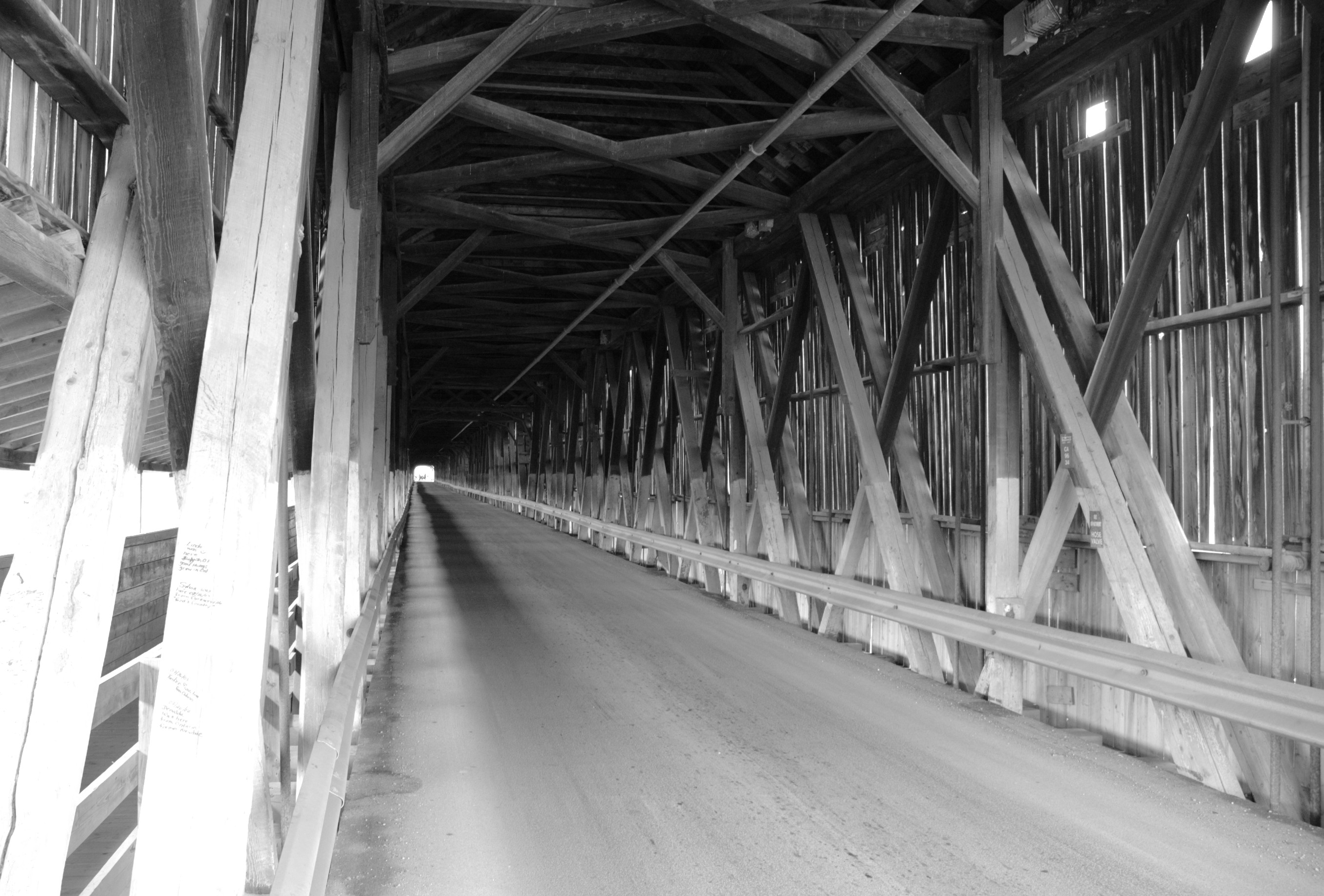
Interno del ponte e struttura

Il ponte di Hartland ha una lunghezza di 390,75 metri (1282 piedi), ciò che ne fa il più lungo ponte coperto al mondo. È anche il più lungo ponte coperto mai costruito in Canada, essendo il secondo di 377 metri sul fiume Batiscan, nel Québec, in funzione tra il 1844 e il 1870. Ci sono stati in compenso già dei ponti coperti più lunghi nel mondo, in particolare il ponte Columbia-Wrightsville, in Pennsylvania, costruito nel 1814, che misurava 1524 metri di lunghezza e che attraversava il Susquehanna, fino alla sua distruzione, avvenuta nel 1863 nel corso della guerra di secessione.
Il ponte di Hartland è a senso unico, cioè può essere percorso da veicoli in una sola direzione contemporaneamente e non permette il passaggio che ai veicoli di peso inferiore a 10 tonnellate e di altezza inferiore a 4,20 metri (13 piedi e 9 pollici). Una piccola galleria per il passaggio dei pedoni, anch'essa coperta, è attaccata al lato sud del ponte.

## Descrizione

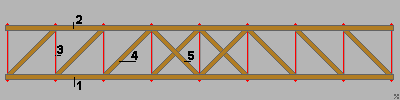
Trave reticolare di tipo Howe

Eccetto che per la sua lunghezza, il ponte di Hartland è un esempio tipico dei ponti del Nuovo Brunswick. La sua struttura è costituita da una travatura reticolare di tipo Howe sostenuta da sei pilastri.
Questa capriata è composta di travi incrociate i cui monaci sono stati rimpiazzati da tiranti in acciaio. I tiranti sono dotati di tenditori che permettono il loro periodico aggiustamento. Si tratta della prima capriata che "sposa" metallo con legno. Il legno utilizzato per la struttura del ponte di Hartland è l'abete di Douglas, importato dalla Columbia Britannica; l'uso di questo legno è stato imposto dalla penuria di legno d'opera all'epoca della costruzione, per il suo basso costo e per il fatto di essere più resistente alla putrefazione delle altre conifere. Il ponte conta sette campate, delle quali cinque hanno una luce di 51 metri e le altre due di 43,9 metri. Quattro delle campate hanno per piano stradale delle tavole di cemento armato. I tagliacque dei pilastri in cemento sono di forma conica a monte, agenti come rompighiaccio, che offrono una protezione in caso di urto delle lastre di ghiaccio. Le spalle sono anch'esse in cemento.

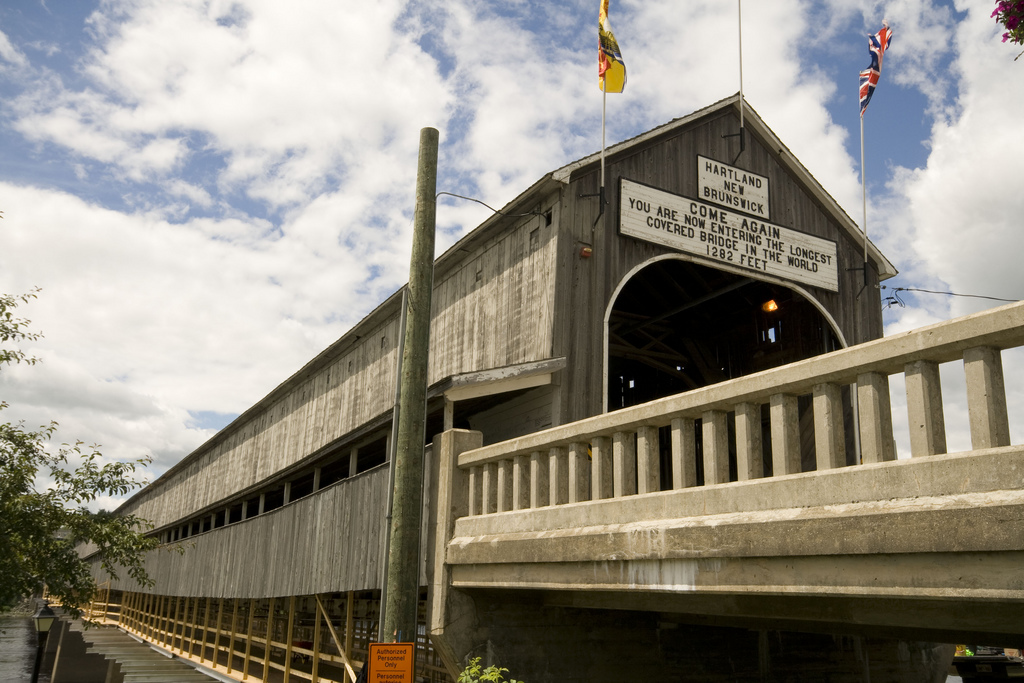
Il ponte visto da valle con il marciapiede coperto per i pedoni

Le protezioni sono costituite da tavole verticali, disposizione che permette di economizzare legno e denaro ma che rende difficoltosa la manutenzione delle finestre. Per questo motivo il ponte conta qualche apertura trattata e protetta da trabeazioni con corti spioventi in aggetto, a monte, sul lato nord. Si crede che queste aperture servano a dissuadere i pescatori dallo sfondare gli assi del ponte per poter far passare le loro canne da pesca, ma in realtà esse hanno anzitutto la funzione di rischiarare l'interno del ponte. 
Dal lato sud, a valle, una passerella pedonale è ricoperta da un tetto a un solo spiovente. I portici che inquadrano le due aperture principali alle estremità del ponte sono centinate.
Il tetto a due falde è ricoperto di tavole di copertura in asfalto. Il tetto delle due travature più a ovest è leggermente più basso che il resto del ponte a causa delle riparazioni subite per l'impatto dei ghiacci nel 1920. Le gronde non oltrepassano quasi le ghimberghe.
Il ponte non ha alcun elemento decorativo e non è dipinto, ad eccezione delle modanature dei portici e degli angoli delle ghimberghe, che sono dipinti di bianco. Esso è tuttavia uno dei rari ponti coperti a possedere una illuminazione elettrica interna.

## Storia

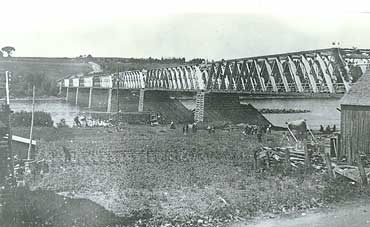
Il ponte di Hartland alla sua inaugurazione il 4 luglio 1901

Prima della costruzione del ponte, l'unico modo di attraversare il fiume Saint John ad Hartland era su un ferry-boat. I progetti del ponte furono realizzati nel 1898 e i lavori per la sua costruzione e manutenzione futura commissionati a un'impresa privata fondata da alcuni cittadini, la Hartland Bridge Company, sotto la supervisione del commissario per i lavori pubblici H.R. Emerson e dell'ingegnere provinciale A.R. Wetmore. L'impresa impiegò tre anni a costruire il ponte. Il suo attraversamento era allora a pedaggio e il ponte non era coperto. Il 13 maggio 1901 il dottor Estey fu la prima persona ad attraversare il ponte, prima della sua prevista inaugurazione, poiché doveva accorrere per una chiamata d'urgenza. Il ponte fu finalmente inaugurato dal giudice McKeowan il 4 luglio 1901 di fronte a una folla di 2000 persone.
Il pedaggio del ponte era allora di 2 centesimi di dollaro canadese per un pedone, 5 centesimi per un attacco di tiro semplice e 10 centesimi per un tiro a due. I cavalli e i veicoli che marciavano più veloci del massimo previsto erano passibili di un'ammenda che andava da 20 a 40 dollari canadesi. Un pedaggio non è mai popolare e una campagna condotta da un deputato della contea di Carleton convinse l'Assemblea legislativa del Nuovo Brunswick ad acquistare il ponte, il che ebbe luogo il 1º maggio 1906. Fu lanciato un dibattito sulla copertura del ponte, ma i cittadini di Hartland temevano che un ponte coperto avrebbe finito con l'attirare allora i delinquenti, provocando così l'abbandono del progetto. Nel 1907 un incendio distrusse una parte della struttura e il posto del pedaggio. Riparazioni al suolo del passaggio si resero necessarie nel 1919, essendo il legno che lo componeva danneggiato dalle intemperie a causa della mancanza di protezioni.

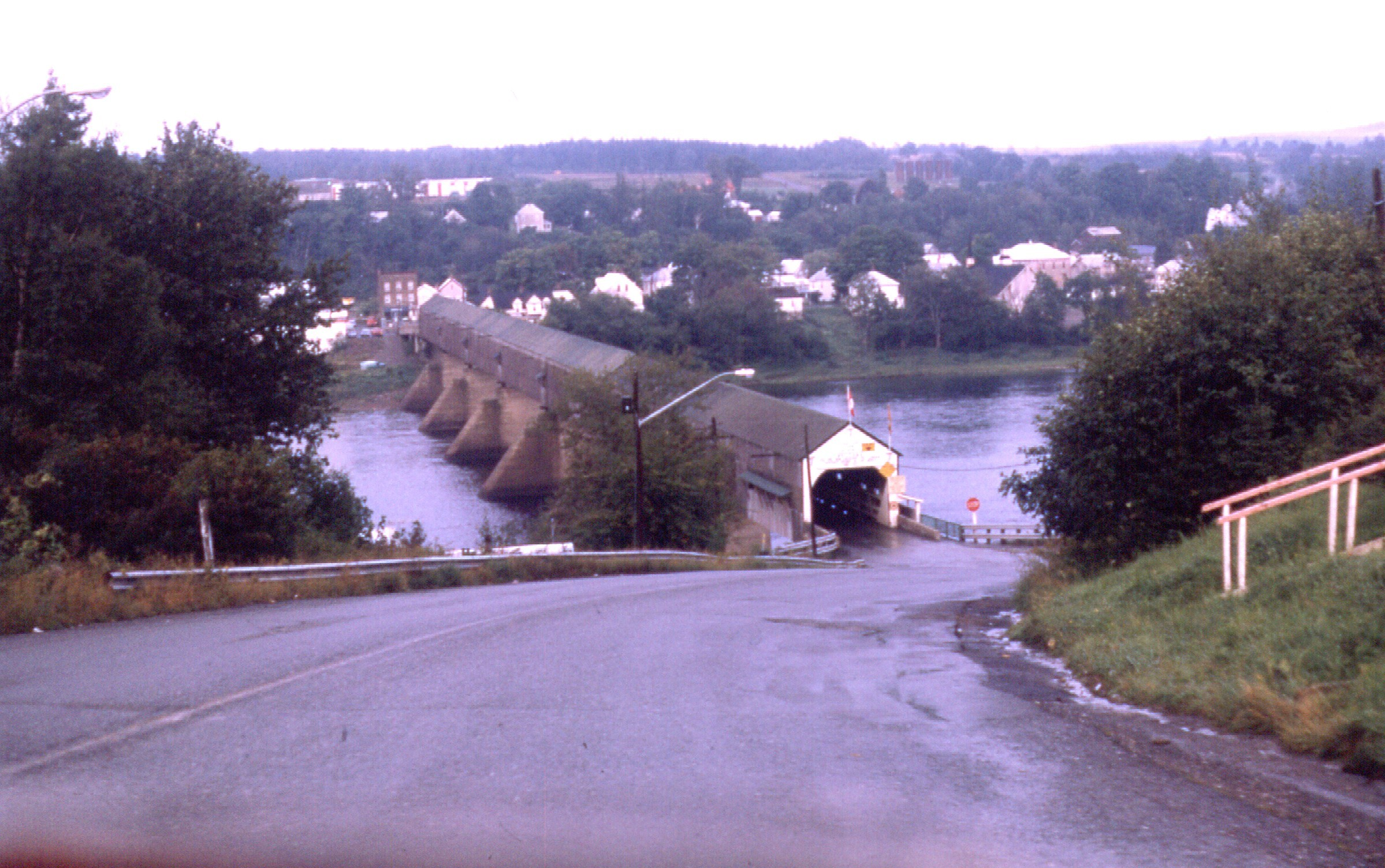
Il ponte di Hartland nel 1973

Il 6 aprile 1920, poco tempo dopo la fine dei lavori, un altro impatto con i ghiacci galleggianti sul fiume interessò più di un terzo della struttura e un traghetto fu rapidamente posto in funzione per sostituire temporaneamente il ponte. Ne fu allora progettata la sostituzione con uno a struttura in acciaio, ma il costo del materiale era troppo alto alla fine della prima guerra mondiale e le autorità provinciali convinsero la delegazione a ricostruire il ponte in legno, coprendolo per aumentarne la durata. Il progetto di ricostruzione del ponte causò un nuovo scandalo e, a seguito della predica di un pastore, la popolazione firmò una petizione alla quale un deputato rispose:
()
. 
Il contratto fu quindi accordato con la New Brunswick Contracting and Building Company, che lo ricostruì rapidamente, questa volta su piloni in cemento, e lo fece ricoprire; il ponte fu inaugurato nel 1922.
La lunghezza del ponte, associata alla sua copertura, pose qualche problema di circolazione. Infatti la protezione laterale della copertura non consentiva di vedere immediatamente se un veicolo avesse già impegnato il percorso. Inoltre, in inverno, i veicoli più frequenti erano le slitte trainate da cani, ma il loro passaggio sul ponte rendeva necessario ricoprirne il pavimento con neve. Queste difficoltà aumentarono con l'aumento del traffico con automezzi.
Altri lavori dovettero essere eseguiti a seguito di incidenti, atti di sabotaggio o semplicemente per manutenzione. Ciò avvenne nel 1924, quando l'illuminazione elettrica fu installata nell'interno, nel 1944, quando la parte iniziale a ponticello sul lato ovest fu sostituita da un'opera in cemento e fu aggiunta una passerella pedonale dal lato a valle a sud, nel 1966, quando il ponte subì dei danni provocati da vandali che cercarono di incendiarne la struttura, all'inizio del 1982, quando fu chiuso e poi riaperto il 10 febbraio a seguito d'un incidente dovuto a una vettura che aveva urtato un elemento di carpenteria danneggiando la campata ovest e infine nel 2007, quando il ponte fu chiuso temporaneamente a causa di un guasto alla trave centrale.
La cura dedicata a questo ponte si concretizza anche con misure di protezione e classamento. Esso è anche stato riconosciuto come sito storico nazionale del Canada il 17 novembre 1977 e luogo di patrimonio storico provinciale il 15 settembre 1999; il 4 marzo 2010 la città di Hartland lo ha finalmente riconosciuto anche come luogo storico comunale. Questo riconoscimento come patrimonio unico è stato sottolineato in occasione dei Giochi olimpici invernali del 1988, quando il ponte fu una delle tappe del percorso della fiamma olimpica nel 1987.

## Il ponte nella cultura di massa

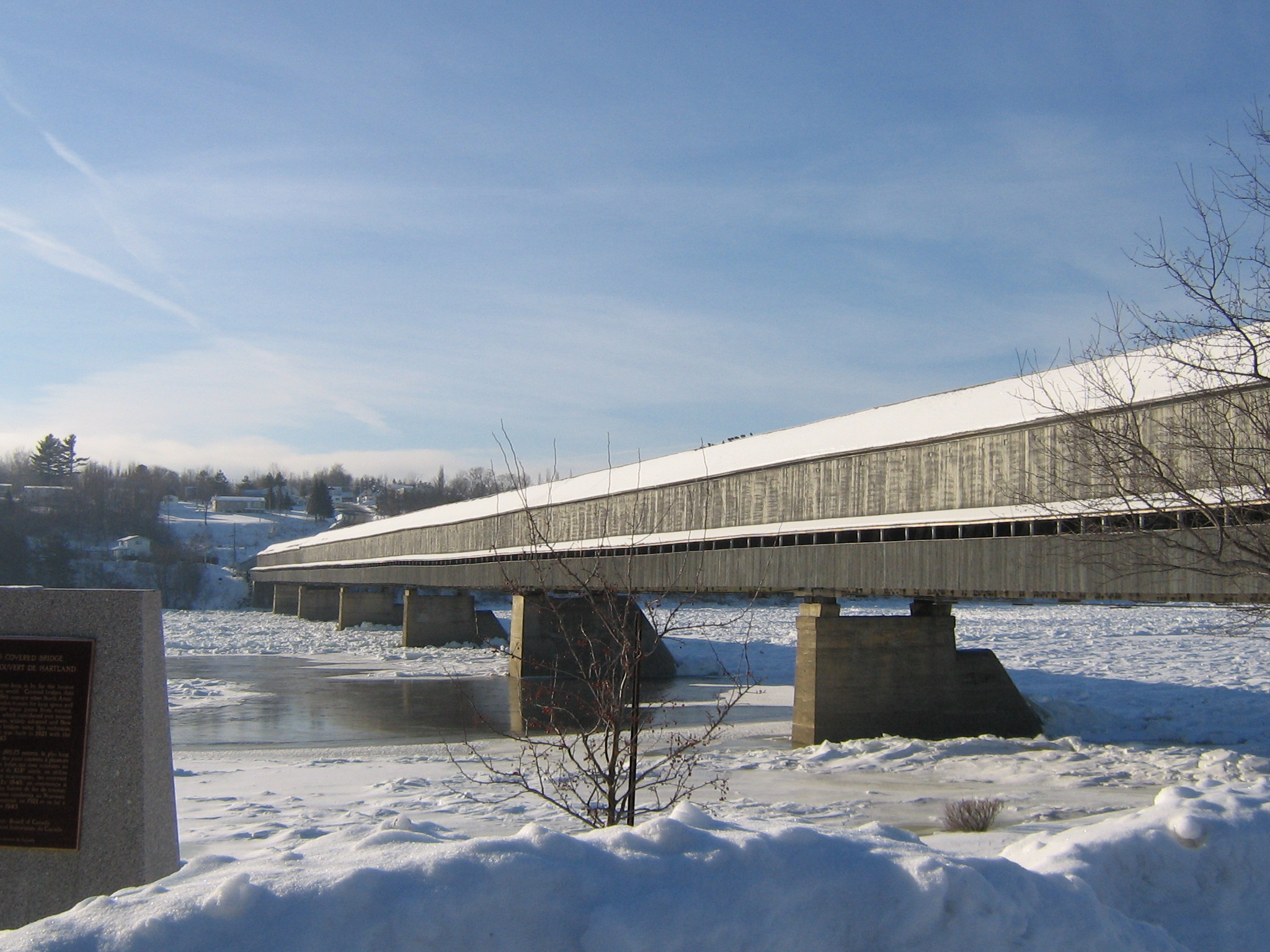
Il ponte visto da valle, con la placca commemorativa

Secondo la tradizione, le giovani coppie all'inizio del XX secolo addestravano i loro cavalli a fermarsi al centro del ponte e a non ripartire finché non si fossero scambiate un bacio. Questa tradizione si è perpetuata, sia che la coppia si trovi in automobile sia a piedi. Il primo matrimonio celebrato sul ponte ebbe luogo nel 1993 tra Charmaine Lafolley e David Hunt, originari di Toronto.
Un'altra credenza vuole che quando un passeggero d'un veicolo fa un voto prima d'entrare nel ponte, questo sarà esaudito se egli chiude gli occhi, incrocia le dita e trattiene il respiro durante tutto il tragitto.
La fama turistica del ponte ha ispirato il nome di molti commerci del circondario, in particolare di un fabbricante di patatine di Waterville.
Il ponte ha avuto l'onore di apparire su un francobollo canadese emesso il 1º settembre 1995 e ha parimenti ispirato numerosi artisti.
Un museo e un centro d'interpretariato, che permettono di retracciare la sua storia e le sue modifiche architettoniche, si trovano nelle vicinanze.